# Declezville
Declezville est une communauté non-incorporée située dans l’État américain de la Californie, dans le comté de San Bernardino. Selon le recensement de 2000, a population était de 57 832 habitants.

## Géographie
Declezville est situé au Sud de la ville de Fontana dont elle forme toute la partie méridionale et les villes de Rubidoux et Riverside.

## Histoire
La cité porte le nom de William Declez, né Guillaume Declez en France en 1848, et qui était entrepreneur de son état. Il ouvrit une carrière de granite dans les années 1860 et devint également bâtisseur de bâtiments. Il mourut le 7 février 1921 à 73 ans. Avec la présence d'autres Français, Canadiens-français et Franco-Louisianais, tels que Louis Rubidoux qui donna son nom à la ville de Rubidoux ou la famille Borel, dont les membres étaient fermiers depuis le milieu du XIXe siècle, cette région vit l'arrivée de nombreux Francophones dans la seconde partie du XIXe siècle. Ainsi, au sud de la Vallée de Pomona se trouve la French Valley consécutive à cette immigration francophone.

## Sources
1. ↑  Données sur la ville de Declezville
2. ↑  Histoire de la French Valley